# Пармантье, Марк
Марк Пармантье (фр. Marc Parmentier; род. 24 марта 1956) — бельгийский учёный, профессор Института междисциплинарных исследований в области молекулярной биологии Брюссельского свободного университета. Доктор медицины (с 1981) и доктор философии (с 1990).

## Биография
В 1981—1984 — аспирант Национального фонда научных исследований, гистологическая лаборатория Брюссельского университета.
В 1984—1986 работал на кафедре биохимии университета Вандербильта (Нашвилле, штат Теннесси, США).
В 1986—1995 — Научный сотрудник, затем старший научный сотрудник Национального фонда научных исследований Института междисциплинарных исследований в области молекулярной биологии Свободного университета в Брюсселе.
В 1996—2000 — доцент
С 2000 — профессор.

## Научная деятельность
Сфера научных интересов Марка Парментье — исследования семиспиральных рецепторов и трансгенных моделей человеческих патологий.

## Награды
- 1985 — Marc Herlant prize
- 1991 — Galien prize of Pharmacology
- 1993 — Belgian Endocrine Society Lecture
- 1994 — Harrington De Vishere prize of the European Thyroid Association
- 1997 — Merck Sharpe and Dohme prize
- 1998 — «Премия для науки о жизни» фонда Лилиан Беттанкур
- 1999 — за достижения в области биологических и медицинских наук был награждён премией Франки.